# 요아정
요아정은 2020년에 설립된 대한민국의 프로즌 요거트 체인점 브랜드이다.